# خوان مارگایو
خوان مارگایو (به اسپانیایی: Juan Margallo‎؛ زادهٔ ۲۴ سپتامبر ۱۹۴۰ – درگذشتهٔ ۲ مارس ۲۰۲۵) بازیگر، کارگردان و نمایشنامه‌نویس اهل اسپانیا بود. وی از سال ۱۹۶۳ میلادی تا پایان عمر مشغول فعالیت بوده است و یکی از بازیگران بزرگ تئاتر اسپانیا محسوب می‌شود.  او در سال ۲۰۲۲، برندهٔ جایزه ملی تئاتر شد.

## فیلم‌شناسی
از جمله فیلم‌هایی که وی در آن‌ها نقش داشته‌است، می‌توان به بیمارستان مرکزی، بگو چطور شد، افسانه هیسپانیا، روح کندوی عسل، انزوا، ملکه اسپانیا و قهرمانان اشاره کرد.

## درگذشت
خوان مارگایو در ۲ مارس ۲۰۲۵، در سن ۸۴ سالگی در مادرید، اسپانیا درگذشت.